# إثبات أن عدد أويلر غير كسري
في الرياضيات، التمثيل بمتسلسلة لعدد أويلر e يأتي كما يلي:
{\displaystyle e=\sum _{n=0}^{\infty }{\frac {1}{n!}}\!}
اكتشف هذا العددَ عالمُ الرياضيات السويسري ياكوب برنولي في عام 1683. خمسون سنة بعد ذلك، برهن أويلر، والذي كان تلميذا لأخ ياكوب الأصغر يوهان برنولي، على أن e عدد غير جذري، أي أنه لا يمكن يكتب على شكل نسبةً بين عددين صحيحين. 

## برهان أويلر
كتب أويلر أول برهان على لا كسرية العدد e في عام 1737، ولكن النص لم ينشر إلا سبع سنوات بعد ذلك. كتب من أجل ذلك e كسرا مستمرا بسيطا.
{\displaystyle e=[2;1,2,1,1,4,1,1,6,1,1,8,1,1,\ldots ,2n,1,1,\ldots ].}

## برهان  فورييه
البرهان الأكثر شهرة على لا كسرية العدد e هو البرهان الذي جاء به جوزيف فورييه. هو برهان بالخُلف، يعتمد على المتساوية التالية:
{\displaystyle e=\sum _{n=0}^{\infty }{\frac {1}{n!}}\cdot }
{\displaystyle 2=1+{\tfrac {1}{1!}}<e=1+{\tfrac {1}{1!}}+{\tfrac {1}{2!}}+{\tfrac {1}{3!}}+\cdots <1+\left(1+{\tfrac {1}{2}}+{\tfrac {1}{2^{2}}}+{\tfrac {1}{2^{3}}}+\cdots \right)=3.}
{\displaystyle x=b!\left(e-\sum _{n=0}^{b}{\frac {1}{n!}}\right).}
{\displaystyle x=b!\left({\frac {a}{b}}-\sum _{n=0}^{b}{\frac {1}{n!}}\right)=a(b-1)!-\sum _{n=0}^{b}{\frac {b!}{n!}}.}